# Guanaja (flygplats)
Guanaja är en flygplats i Honduras. Den ligger i den norra delen av landet, 300 km nordost om huvudstaden Tegucigalpa. Guanaja ligger 14 meter över havet. Den ligger på ön Isla de Guanaja.
Terrängen runt Guanaja är kuperad åt nordost, men åt sydväst är den platt. Havet är nära Guanaja åt sydväst.  Närmaste större samhälle är Guanaja, 5,1 km söder om Guanaja. 